# Drago Britvić
Drago Britvić (Pitomača, 6. srpnja 1935. – Zagreb, 25. prosinca 2005.), bio je hrvatski pjesnik, novinar, tekstopisac zabavne glazbe i šansone, te jedan od najnagrađivanijih autora stihova glazbenih festivala.
Jedan je od utemeljitelja Festivala kajkavskih popevki (1965.) i njegov prvi umjetnički ravnatelj. Jedan je od osnivača 2. programa Radio Zagreba i predsjednik Saveza udruženja zabavnih i narodnih glazbenika. Popularnost je stekao kao autor velikog broja uspješnih skladbi i šansona, među kojima se ističu "Potraži me u predgrađu", Mirno teku rijeke, "Tvoja zemlja", "Milioner", "Kockar", "Proplakat će zora", "Pod starim krovovima", "Svirci moji" i mnoge druge. Napisao je pjesmu Hrvatska za sva vremena.

## Životopis
Drago Britvić rodio se 6. srpnja 1935. godine u Pitomači. Osnovnu školu završio je u rodnoj Pitomači, a gimnaziju u Virovitici. Diplomirao je na Filozofskom fakultetu u Zagrebu hrvatski jezik i književnost s komparativnom.
Dolaskom u Zagreb kao noćni čuvar zapošljava se u Gradskom vodovodu, te u to vrijeme objavljuje pjesme i kraću prozu u književnim časopisima i novinama. Osvaja i prve nagrade od kojih su neke "Studentski list", Radio Zagreb, "Mladost" i druge. Veliki doprinos hrvatskom pjesništvu Drago Britvić ostvaruje gotovo pedesetogodišnjim radom, povezijući stihove s glazbom u različitim stilovima; popijevci, šansoni, starogradskoj, zborskoj, klapskoj, dječjoj pjesmi, u kazališnom songu, mjuziklu i mnogim drugim žanrovima pop glazbe. Britvićeve pjesme izvodili su mnogi vrlo popularni pjevači i glumcii (festivali, TV-emisije, recitativi, diskografija), a njegov rad mogao se vidjeti i u školskim čitankama i pjesničkim antologijama. 1993. godine objavio je prvu knjigu, zbirka odabranih pjesama pod nazivom Bože, čuvaj Hrvatsku (Biblioteka hrvatski radio).  Iste godine s hrvatskim naivnim slikarom Ivanom Lackovićem-Croatom objavljuje pjesničko-zavičajnu mapu Pušlek domovine i sa slikarom Brankom Bahunekom mapu Za falu kaj smo bili skup - u kojoj se nalaze pjesme povodom 900-og rođendana grada Zagreba.
Mjuzikl "Tko pjeva zlo ne misli" (Alfi Kabiljo) Britvićev je kazališni prvijenac, kojeg izvodi ansambla LADO. Više od dva desetljeća surađivao je sa zagrebačkim Histrionima gdje je adaptirao tekstove Tituša Brezovačkog, Marije Jurić Zagorke, Augusta Šenoe, Williama Shakespeara i drugih. Drago Britvić bio je libretist, scenarist, autor stihova te brojnih priredbi i TV emisija.
1966. godine utemeljio je Festival kajkavske popijevke u Krapini, te je također bio jedan od osnivača 2. programa Radio Zagreba. Najnagrađivaniji je autor stihova na glazbenim festivalima. Za vrijeme Domovinskog rata autor je teksta za skladbu "Bože, čuvaj Hrvatsku", koju je izveo hrvatski pjevač i skladatelj Đani Maršan. Krajem 1960-ih bio je predsjednik Saveza muzičkih udruženja Hrvatske, te je bio prvi počasni građanin Pitomače.
Drago Britvić umro je 25. prosinca 2005. godine u Zagrebu.

## Nagrade
Drago Britvić dobitnik je mnogobrojnih domaćih i inozemnih nagrada. Višestruki je dobitnik nagrada na različitim festivalima i recitalima poezije. Nositelj je Povelje grada Zagreba i odlikovan je Redom Danice hrvatske s likom Marka Marulića.
2006. godine postumno je nagrađen Porinom za životno djelo.